# Nigel Stepney

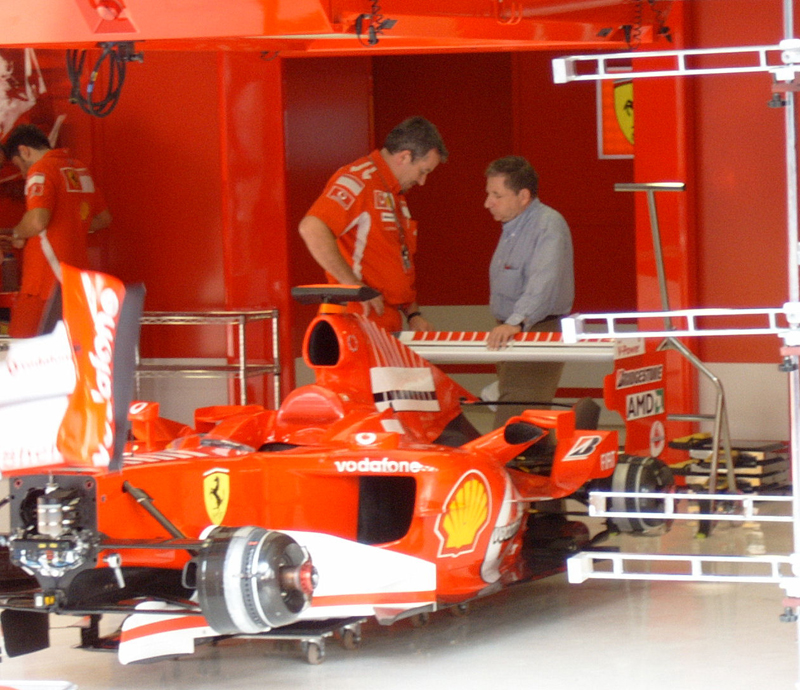
Nigel Stepney (links) mit Jean Todt

Nigel Stepney (* 14. November 1958 in Ufton, Stratford-on-Avon; † 2. Mai 2014 bei Ashford, Kent) war ein britischer Mechaniker. Er war Chefmechaniker und Teamkoordinator beim Formel-1-Team von Ferrari.

## Leben
Stepney machte eine Ausbildung als Kfz-Mechaniker beim Broadspeed-Rennteam, das Tourenwagen für die ETCC herstellte. Als das Team Ende der 1970er in finanzielle Schwierigkeiten geriet, ging Stepney als Mechaniker zu Shadow in die Formel 1. Dort lernte er Elio de Angelis kennen, dem er 1980 als dessen Renningenieur zu Lotus folgte. Nach de Angelis’ Wechsel zu Brabham 1986 blieb Stepney bei Lotus und arbeitete mit Ayrton Senna zusammen.
1988 ging Stepney zu Benetton, wo er unter seinem ehemaligen Lotus-Teammanager Peter Collins tätig war. 1991 nahm Stepney ein Angebot von Nelson Piquet an, in der Formel 3000 im neu formierten Team Piquet Racing zu arbeiten. Das Team blieb erfolglos und Ende des Jahres wechselte Stepney auf Anfrage von John Barnard, den er aus seiner Zeit bei Benetton kannte, als Teamkoordinator zu Ferrari. Er wurde 2007 im Zuge der Spionageaffäre zwischen Ferrari und McLaren entlassen. Ihm wurde vorgeworfen, geheime Informationen des Ferrari-Teams an den McLaren-Chefdesigner Mike Coughlan weitergegeben zu haben.
Nach dem Ende seiner Karriere in der Formel 1 war er ab 2010 als Chefingenieur, Teammanager und technischer Direktor bei JR Motorsports (JRM) tätig. Stepney leitete die Entwicklung der GT1-Version des Nissan GT-R, mit dem Michael Krumm und Lucas Luhr die FIA-GT1-Weltmeisterschaft 2011 gewinnen konnten. 2012 war er als Chefingenieur für den von JRM in der FIA-Langstrecken-Weltmeisterschaft (WEC) eingesetzten Honda-LMP1-Prototypen zuständig. Nach dem Ausstieg von JRM aus der WEC leitete er die Entwicklung der GT3-Version des Nissan GT-R, des Nissan GT-R Nismo GT3, mit dem das Nissan GT Academy Team RJN 2013 in der Blancpain Endurance Series und der FIA-GT-Meisterschaft antrat.
Am 2. Mai 2014 kam Stepney bei einem Autounfall auf dem M20 bei Ashford in Kent ums Leben. Die lokale Polizei berichtete von Hinweisen auf einen Suizid. Er hinterließ eine Lebensgefährtin und eine Tochter.